# Lista tomów serii Beastars
Ten artykuł zawiera listę tomów serii Beastars autorstwa Paru Itagaki, publikowanej w magazynie „Shūkan Shōnen Champion” wydawnictwa Akita Shoten od 8 września 2016 do 8 października 2020. Łącznie ukazało się 196 rozdziałów, które później zostały skompilowane do 22 tankōbonów, które wydawane były od 6 stycznia 2017 do 8 stycznia 2021.
W Polsce seria została wydana nakładem wydawnictwa Studio JG – pierwszy tom został opublikowany 23 października 2020, natomiast ostatni – 30 grudnia 2024.
| Nr | Język japoński       | Język japoński         | Język polski         | Język polski           |
| Nr | Data wydania         | ISBN                   | Data wydania         | ISBN                   |
| --- | -------------------- | ---------------------- | -------------------- | ---------------------- |
| 1 | 6 stycznia 2017      | ISBN 978-4-253-22754-4 | 23 października 2020 | ISBN 978-83-8001-631-6 |
| Lista rozdziałów - 001. Spotkanie przy pełni księżyca (jap. 満月なのでご紹介します Mangetsu na no de go shōkai shimasu) - 002. Pod włos (jap. 少年たちの逆撫で Shōnen-tachi no saka nade) - 003. Alarm we mgle (jap. 霧の中の警鐘 Kiri no naka no keishō) - 004. Najgorszy dzień w króliczym życiu (jap. ウサギ史上でもかなり悪い日 Usagi-shijō demo kanari warui hi) - 005. Tacy jesteśmy (jap. ねぇ僕らだよ Nee bokurada yo) - 006. Gwiazda wśród zwierząt (jap. ケモノたちの一等星 Kemono-tachi no ichitō-sei) - 007. Rezerwat przyrody, poziom setny (jap. 禁猟区レベル100 Kinryō-ku reberu hyaku) |                      |                        |                      |                        |
| 2 | 7 kwietnia 2017      | ISBN 978-4-253-22755-1 | 25 stycznia 2021     | ISBN 978-83-8001-691-0 |
| Lista rozdziałów - 008. Westchnienie matki chrzestnej (jap. ゴッドマザーのため息 Goddomazā no tameiki) - 009. Zrywa się wiatr (ale go nie widać) (jap. 風立ちぬ (ただし見えない所で) Kaze tachinu (tadashi mienai tokoro de)) - 010. Prywatne porachunki poza sceną (jap. プライバシ一は舞台裏に Puraibashi ichi wa butaiura ni) - 011. Szkło między zębami (jap. 歯茎にガラス Haguki ni garasu) - 012. Jawny despotyzm (jap. まぶしき独裁 Mabushiki dokusai) - 013. Pasy światła i cienia (jap. 陰と陽、シマシマ In to yō, shimashima) - 014. Zapach świętego Graala (jap. 聖杯の匂い Seihai no nioi) - 015. Więzy krwi (jap. 仲間の証、温かく Nakama no akashi, atatakaku) - 016. Kara, która cię spopieli (jap. 君を焦がす制歳 Kimi o kogasu seisai) |                      |                        |                      |                        |
| 3 | 8 maja 2017          | ISBN 978-4-253-22756-8 | 31 marca 2021        | ISBN 978-83-8001-714-6 |
| Lista rozdziałów - 017. Wyjący zespół chorbowy (jap. 遠吠えのイヤイヤ症候群 Tōboe no iya-iya shōkōgun) - 018. Święto Meteorytów – lato bestii (jap. 獣の盆、彼らが夏 Kemono no bon, karera ga natsu) - 019. Skamląc, pytam o twoje imię (jap. ガウガウ君の名は Gau-gau kimi no na wa) - 020. Klient z ławki obok (jap. 隣のクライアント Tonari no kuraianto) - 021. Solidarność ze światem zewnętrznym (jap. 外界との共鳴 Gaikai to no kyōmei) - 022. W cieniu wieżowców (jap. 建ち並ぶビルの影 Tachinarabu biru no kage) - 023. Upadek ze schodów do dorosłości (jap. おとなの階段に散る Otona no kaidan ni chiru) - 024. Zwizualizowana rzeczywistość (jap. 現像されたリアルたち Genzō sa reta riaru-tachi) - 025. Rozmyta wizja (jap. 視界は滲むし全部嫌だ Shikai wa nijimushi zenbu iyada) |                      |                        |                      |                        |
| 4 | 7 lipca 2017         | ISBN 978-4-253-22757-5 | 31 maja 2021         | ISBN 978-83-8001-744-3 |
| Lista rozdziałów - 026. Tamtego dnia z panem Bambim (jap. あの日ミス夕ーバンビと Ano hi misutā Banbi to) - 027. Stworzeni dla siebie (jap. ジャストフィットを見てよ Jasutofitto o mite yo) - 028. Barwy emocji (jap. その感情、極彩色 Sono kanjō, gokusaishiki) - 029. Orzeźwiający podmuch wiatru w metrze (jap. 地下鉄の風はみずみずしい Chikatetsu no kaze wa mizumizushī) - 030. Tresura dzikich zwierząt (jap. 鉄の猛獣使い Tetsu no mōjū tsukai) - 031. Królewska purpura i wściekły róż (jap. 野望はショッキングピンク Yabō wa shokkingupinku) - 032. Zgaszone światła (jap. なら電気を消して Nara denki o keshite) - 033. Przysięgam, że będę piąć się na szczyt (jap. 宣誓⋯上へまいります Sensei...ue e mairimasu) - 034. Cichy ochroniarz (jap. ボディガードは神妙に Bodigādo wa shinmyō ni) |                      |                        |                      |                        |
| 5 | 6 października 2017  | ISBN 978-4-253-22758-2 | 30 lipca 2021        | ISBN 978-83-8001-777-1 |
| Lista rozdziałów - 035. Dla rozkoszy podniebienia (jap. 美味礼讃のため Bimiraisan no tame) - 036. Zaciśnięta pięść (jap. こぶしの縁に寄せて Kobushi no en ni yosete) - 037. Podążając za deszczowymi chmurami (jap. 雨雲に引き連れられて Amagumo ni hikitsurerarete) - 038. Biała sierść na kartce w linie (jap. 罫線に白い毛這わせて Keisen ni shiroi ke hawa sete) - 039. Chcę cię schwytać (jap. 君を捕まえたい Kimi o tsukamaetai) - 040. Oddrech pełną piersią zamiast serca pełnego emocji (jap. 胸いっぱいより肺いっぱい Mune-ippai yori hai-ippai) - 041. Oddanie (jap. 大型忠誠心 Ōgata chūsei kokoro) - 042. We dwójkę w ciemną noc (jap. 味が濃い夜に僕ら2匹 Aji ga koi yoru ni bokura 2-biki) - 043. Chłopak na ruchomych schodach (jap. オートマチック青年 Ōtomachikku seinen) |                      |                        |                      |                        |
| 6 | 9 grudnia 2017       | ISBN 978-4-253-22759-9 | 22 października 2021 | ISBN 978-83-8001-824-2 |
| Lista rozdziałów - 044. Ostudzony zapał (jap. 温い汗に固められ Nukui ase ni katame rare) - 045. Otchłań za rzęsami (jap. 睫毛の奥のブラックホール Matsuge no oku no burakku hōru) - 046. Miażdząca przewaga z kontrastu (jap. コントラストで支配せよ Kontorasuto de shihai seyo) - 047. Tylko wiatr to wie (jap. 潮風だけが知っている Shiokaze dake ga shitte iru) - 048. W upale kończącego się lata (jap. 残暑 各々に散らばって Zansho onōno ni chirabatte) - 049. Dzieci pokonujące uprzedzenia (jap. 古代を飛び越せ子どもたち Kodai o tobikose kodomo-tachi) - 050. Płomienny Otello (jap. 炎のオセロ Honō no Osero) - 051. Życie smakuje jak kawał ołowiu (jap. 生命の味は重い鉛 Seimei no aji wa omoi namari) - 052. Dwójka niebezpiecznych egoistów (jap. 危険なエゴイスト2匹 Kiken’na egoisuto nihiki) |                      |                        |                      |                        |
| 7 | 8 lutego 2018        | ISBN 978-4-253-22760-5 | 27 stycznia 2022     | ISBN 978-83-8001-859-4 |
| Lista rozdziałów - 053. W przyczajonej myszy ukryty mrok (jap. 強鼠なので猫を噛む Tsuyo nezuminanode neko wo kamu) - 054. Nadstaw uszu w rzadkiej mgle (jap. 細い煙に耳澄ませ Hosoi kemuri ni mimi sumase) - 055. Ponieważ Ewa zjadła jabłko (jap. イブはリンゴを食べたから Ibu wa ringo o tabetakara) - 056. Pokusa bycia zbawcą (jap. 救世主の誘惑 Kyūseiju no yūwaku) - 057. Serce przy sercu (jap. ただ心臓が寄り添った Tada shinzō ga yori sotta) - 058. Kropla mleka w czarnej kawie (jap. ブラックコーヒーにミルク垂れた Burakku kōhī ni miruku tareta) - 059. Cel życia wierzących (jap. 信徒の生き甲斐 Shinto no ikigai) - 060. Głębia poświęcenia (jap. 博愛主義のディープワールド Hakuai shugi no dīpu wārudo) - 061. Jesteś ćmą w świetle księżyca (jap. 月だ君は蛾になる Tsukida kimi wa ga ni naru) |                      |                        |                      |                        |
| 8 | 8 maja 2018          | ISBN 978-4-253-22761-2 | 27 kwietnia 2022     | ISBN 978-83-8001-909-6 |
| Lista rozdziałów - 062. Wybielona motywacja (jap. 覚悟は漂白可能 Kakugo wa hyō hakuka nō) - 063. Rozgrzej olej i podkręść gaz! (jap. 油をひいて火をつけろ！ Abura wo hīte hi wo tsukero!) - 064. Tancerka bez baletek (jap. 踊り子にトウシューズはない Odoriko ni toushūzu wanai) - 065. Wartość nieistniejących genów (jap. 仮想遺伝子の値打ち Kasō idenshi no neuchi) - 066. Pogrzeb pod zimnym rozgwieżdżonym niebem (jap. 荒星の弔い Ara boshi no tomurai) - 067. Zmiana nastawienia (jap. 電流通う牙の列 Denryū kayou kiba no retsu) - 068. Żegnajcie, szczęki, witajcie, pięści (jap. ご挨拶冷えた口元燃える手に Goaisatsu hieta kuchimoto moeru te ni) - 069. Zabawa w głuchy telefon (jap. 糸電話の回線乱れております Itodenwa no daisen midarete orimasu) - 070. Kolebka cywilizacji (jap. 文明のゆりかご Bunmei no yuri kago) |                      |                        |                      |                        |
| 9 | 6 lipca 2018         | ISBN 978-4-253-22762-9 | 19 lipca 2022        | ISBN 978-83-8001-965-2 |
| Lista rozdziałów - 071. Dzień z naszego życia (jap. 僕らの日々の中の１日 Boku-ra no hibi no naka no ichi-nichi) - 072. Poparzony białym płomieniem (jap. 炎にヤケドするぜ Hakuen ni yakedo suru ze) - 073. Wilk z rodowodem (jap. 毛並みのよい„オオカミ” Kenami no yoi „ōkami”) - 074. Samotny rycerz (jap. 君はぼっちのナイト Kimi wa botchi no naito) - 075. Cofnij wskazówki zegara (jap. 君の振り子時計で巻き戻して Kimi no furiko dokei de maki modoshite) - 076. Błagalna raspodia (jap. ないものねだり狂想曲 Naimono nedari kyōsō kyoku) - 077. Niewinność polowania na miód (jap. ハニーハントの純情 Hanīhanto no junjō) - 078. Ogród zamknięty (jap. 無農薬の果樹園 Mu nōyaku no kajuen) - 079. Babskie pogaduchy (jap. ランジェリーの密会 Ranjerī no mikkai) |                      |                        |                      |                        |
| 10 | 7 września 2018      | ISBN 978-4-253-22763-6 | 7 października 2022  | ISBN 978-83-8001-988-1 |
| Lista rozdziałów - 080. Śmiać się czy płakać? (jap. ほほえみの取捨選択 Hohoemi no shushasentaku) - 081. Oczy jak dwie ciemne miseczki (jap. 漆の器が2つ並んだような眼 Urushi no utsuwa ga futatsu naranda yō na me) - 082. Poprzez kosmos (jap. アクロス ザ ユニバース Akurosu za yunibāsu) - 083. Przytolić to się mogę i do poduszki (jap. ただの抱擁は布団にでも託します Tada no hōyō wa futon ni de mo takushimasu) - 084. Drżące dłonie (jap. その手 乱気流 巻いて Sono te rankiryū maite) - 085. Czy ścieki również rozdzielą naszą krew? (jap. 僕らの血は下水でも分離しているだろうか Boku-ra no chi wa gesui de mo bunri shite iru darō ka) - 086. Kometa w otchłani (jap. この深淵に箒星 Kono shin’en ni hōkiboshi) - 087. Nagroda dla wschodzącej gwiazdy za najlepszą postać drugoplanową (jap. 新星、助演男優賞 Shinsei, joen dan’yūshō) - 088. Szalona dama (jap. 淑女 大暴走 Shukujo dai bōsō) |                      |                        |                      |                        |
| 11 | 8 listopada 2018     | ISBN 978-4-253-22764-3 | 12 grudnia 2022      | ISBN 978-83-8257-006-9 |
| Lista rozdziałów - 089. Zabrudzona deska do krojenia, pozostałości snu (jap. まな板の汚れ 夢のあと Manaita no yogore: yume no ato) - 090. Stary i nowy rok dla mojej duszy (jap. この魂に ゆく年くる年 Kono tamashī ni yuku toshi kuru toshi) - 091. Odległe wycie opiekuńczego bóstwa (jap. 守護神の遠吠えが Shugoshin no tōboe ga) - 092. Jesteś księciem zwierząt (jap. 君は百獣のプリンス Kimi wa hyakujū no purinsu) - 093. Złoty włos z mojej koszuli schowany do kieszeni (jap. シャツに付いた金の毛をポケットに入れて Shatsu ni tsuita kin no ke wo poketto ni irete) - 094. Beasts’ School Wars (jap. ビースツ スクール☆ウォーズ Bīsutsu Sukūru Uōzu) - 095. Osiemnastokrotnie skoncentrwana kropla (jap. １８倍濃縮の雫 Jū-hachibai nōshuku no shizuku) - 096. Obietnica podpisana krwawym tuszem (jap. 紅の断面 君に捧ぐ Beni no danmen kimi ni sasagu) - 097. Dziękuję za posiłek (jap. 僕ら馳走にあずかった Boku-ra chisō ni azukatta) |                      |                        |                      |                        |
| 12 | 8 lutego 2019        | ISBN 978-4-253-22765-0 | 24 lutego 2023       | ISBN 978-83-8257-025-0 |
| Lista rozdziałów - 098. Wymiana spojrzeń z sobą samym za dwadzieścia lat (jap. ２０数年後の自分と目が合った Nijū sū nengo no jibun to me ga atta) - 099. Czarnogrzywy przywódca (jap. 青毛の巨頭 Aoge no kyotō) - 100. Kiedy zatłoczony pociąg się wykolei (jap. 満員電車がパンクすると⋯ Man’in densha ga panku suru to…) - 101. Warunek zamieszkania: przygarnięcie bezpańskiego psa (jap. 居住条件：野良犬を拾うこと Kyojū jōken: Nora inu wo hirou koto) - 102. Czyżby to ogień okopcił jego czarne ciało? (jap. 燃やし尽くした黒さなのか 彼の身体は Moyashi tsukushita kurosa na no ka kare no karada wa) - 103. Ziarno rzucone na podatny grunt (jap. タネが撒かれれば雨が降る Tane ga makarere ba ame ga furu) - 104. Śmiertelna dawaka miłości ma smak marmolady (jap. 致死量の愛はママレード味 Chishi ryō no ai wa mamarēdo aji) - 105. Los tego, który ma być zjedzony (jap. 食べられる運命の男 Taberareru unmei no otoko) - 106. Łuski odbijające światło księżyca (jap. 月光をも反射してしまう鱗の瞬きよ Gekkō wo mo hansha shite shimau uroko no mabataki yo) |                      |                        |                      |                        |
| 13 | 8 kwietnia 2019      | ISBN 978-4-253-22766-7 | 18 maja 2023         | ISBN 978-83-8257-156-1 |
| Lista rozdziałów - 107. Tak jak dziadek o złowrogim spojrzeniu (jap. 三白眼に継がれし痴話 Sanpakugan ni tsugareshi chiwa) - 108. Sąsiad z Karaibów (jap. ご近所カリビアン Gokinjo Karibian) - 109. Uboga w tlen schadzka z trytonem (jap. 酸素うすき逢瀬 人魚と Sanso usuki ōse ningyo to) - 110. Nie znam smaku piwa (jap. 俺はビールの味を知らない Ore wa bīru no aji wo shiranai) - 111. Gdy gaśnie blask w szklących się oczach (jap. ビー玉の視界はやがて磨りガラスに Bīdama no shikai wa yagate suri garasu ni) - 112. Skropienie uzdrawiającą mgiełką (jap. 浴びて 解毒のミスト Abite gedoku no misuto) - 113. Niewinne ciało pełne żądz (jap. 純度を知るわがままボディ Jundo wo shiru wagamama bodi) - 114. Przyjacielu, mam ci najpierw podać łapę? (jap. 友よ 舌根からひれ伏してもよいか Tomo yo zekkon kara hirefushite mo yoi ka) - 115. Jedyny dom na Księżycu (jap. 今夜の我、あの子よりもウサギらしい（さぁ食べて食べて） Kon’ya no ware, ano ko yori mo usagi-rashī (sā tabete tabete)) |                      |                        |                      |                        |
| 14 | 8 lipca 2019         | ISBN 978-4-253-22767-4 | 18 lipca 2023        | ISBN 978-83-8257-200-1 |
| Lista rozdziałów - 116. Myśli pląsające po głowie (jap. 思考回路のＤａｎｃｉｎｇ Ｂｏｙ Shikō kairo no danshingu bōi) - 117. Beta-karotenowy ołtarzyk (jap. ベータカロテンの祭壇 Bēta-karoten no saidan) - 118. Karabin maszynowy pozbawiony nabojów (jap. 弾を抜いた機関銃 Tama wo nuita kikanjū) - 119. Bez letniej wody zostaje tylko zimny prysznic (jap. ぬるま湯をぶち撒ければ、冷水に Nurumayu wo buchimakere ba, reisui ni) - 120. Czy wieczorny wrzask to ppierwszy krzyk noworodka? (jap. 夕暮れの叫びは産声か Yūgure no sakebi wa ubugoe ka) - 121. Wspinam się z tobą, gdy klepsydra odmierza czas do zmierzchu (jap. 砂時計のくびれ 君とのぼる Sunadokei no kubire: kimi to noboru) - 122. Psalm żałobny może zabrzmieć jak hymn triumfu, jeśli słuchasz wystarczająco uważnie (jap. 鎮魂歌に耳を澄ませば賛美歌 Chinkonka ni mimi wo sumase ba sanbika) - 123. Ogona nie oszukasz (jap. 互いのしっぽ、脳裡に焼きつく残像のみ Tagai no shippo, nōri ni yaki tsuku zanzō nomi) - 124. Im więcej kolorów zmieszanych na palecie, tym ciemniejsze się stają (jap. 絵の具 混色するほど黒ずむ Enogu konshoku suru hodo kurozumu)                                              |                      |                        |                      |                        |
| 15 | 10 października 2019 | ISBN 978-4-253-22903-6 | 22 września 2023     | ISBN 978-83-8257-256-8 |
| Lista rozdziałów - 125. List w ozdobnej kopercie z pogóżkami od potwora (jap. モンスターからの脅迫状にのし飾り Monsutā kara no kefu haku jiyau ni noshi kazari) - 126. Modlitwa demona zwiastuje nieszczęście (jap. 悪魔の祈りは、不吉なことの予兆らしい Akuma no inori wa, fukitsu na koto no yochō rashī) - 127. Cętki mitycznej bestii pod kulą dyskotekową (jap. 幻獣のような斑点模様、ミラーボールの下 Genjū no yō na hanten moyō, mirābōru no shita) - 128. Mieszanka wybochowa, nie wstrząsać (jap. ガスが発生するので「混ぜるな危険」 Gasu ga hassei suru no de "mazeru na kiken") - 129. Z proroczego snu też trzeba się zbudzić (jap. 受胎告知の夢から飛び起きて Jutai kokuchi no yume kara tobi okite) - 130. Tęcza odbita w szarej protezie (jap. 義足の鉛色、たまに虹色に光る Gisoku no namarīro, tama ni nijīro ni hikaru) - 131. Włożony na siłę wianek z kocimiętki (jap. またたびで無理やり花冠 Matatabi de muriyari kakan) - 132. Wezwanie zza grobu (jap. あなたの声で呼ばれるとまるで戒名のようで Anata no koe de yobareru tomaru de kaimyō no yō de) - 133. Fale zalewające plażę (jap. 潮が満ちれば砂浜は呑まれるよ Shio ga michireba sunahama wa nomareru yo) |                      |                        |                      |                        |
| 16 | 6 grudnia 2019       | ISBN 978-4-253-22904-3 | 6 grudnia 2023       | ISBN 978-83-8257-320-6 |
| Lista rozdziałów - 134. Końcowe odliczanie (jap. ファイナル・コンタクト Fainaru kontakuto) - 135. Zielony pieprz i słodko pachnąca para (jap. あまき湯けむりと青山椒 Amaki yukemuri to ao sanshō) - 136. Pogryziona słomka jak echo serca (jap. ズタズタのストロー、私たちの心電図 Zuta-zuta no sutorō, watashi-tachi no shindenzu) - 137. Wygnanie z raju (jap. 桃源郷からの船出 Tōgenkyō kara no funade) - 138. Dwadzieścia jeden tysięcy pięścet ulotnych lat (jap. 刹那的２１５００年 Setsuna teki nijū-ichi go-hyaku nen) - 139. Oragnie pola pod karmazynowym niebem (jap. 茜射す空 畑を駆け Akanesasu sora: hata wo kake) - 140. Instrukcje dla aktorów tragedii (jap. トラジェディーにおける演技指導 Torajedī ni okeru engi shidō) - 141. Głos zamnięty w bąbelkach (jap. 泡に宿して 人魚の唄 Awa ni yado shite ningyo no uta) - 142. Sto lat życia (jap. 獣生１００年時代⁉ Jūnama hyakunen jidai!?) |                      |                        |                      |                        |
| 17 | 8 stycznia 2020      | ISBN 978-4-253-22905-0 | 17 kwietnia 2024     | ISBN 978-83-8257-402-9 |
| Lista rozdziałów - 143. Telewizor zza pleców (jap. ＴＶの光にもすかされるうすき胸 Terebi no hikari ni mosu ka sareru usuki mune) - 144. Jestem kotowatym (jap. 吾輩は猫科である Wagahai wa nekoka de aru) - 145. Ciało pozbawione prywatności (jap. プライベートを持たぬ肉体 Puraibēto wo motanu nikutai) - 146. Deszcz na mojej pustyni (jap. 俺の砂漠にエルニーニョ現象起きた Ore no sabaku ni Eru Nīnyo genshō okita) - 147. Zanim wyrazisz swoją miłość, otrzyj ślinę (jap. 愛の言葉はヨダレを拭いてから Ai no kotoba wa yodare wo fuite kara) - 148. Myślałem, że jak otworzę oczy, nadejdzie już świt (jap. 目が覚めたら朝はくると思っていた Me ga sametara asa kuru to omotte ita) - 149. Powtórne przyjście białego lisa (jap. 白狐再臨 Byakko sairin) - 150. Oh, my big daddy! (jap. オー・マイ・ビッグ・ダディ！ Ō mai biggu dadi!) - 151. Nacieszcie się widokiem galopującego klauna w tle (jap. 「道化師のギャロップ」をBGMにお楽しみください „Dōkeshi no gyaroppu” wo bī jī emu ni wo tanoshimi kudasai) |                      |                        |                      |                        |
| 18 | 8 kwietnia 2020      | ISBN 978-4-253-22906-7 | 21 czerwca 2024      | ISBN 978-83-8257-459-3 |
| Lista rozdziałów - 152. Wewnętrzne rozdarcie i ślady pazurów na ścianie (jap. 校舎の自傷行為なのでは？壁の爪痕 Kōsha no jishōkōi na no de wa? Kabe no tsume ato) - 153. Jak pięknie wyje przegrany pies (jap. 負け犬の遠吠え よきしらべ Makeinu no tōboe: yoki shirabe) - 154. Lekcja historii u profesora Jacka (jap. ジャックせんせーの歴史学教室 Jakku-sensei no rekishigaku kyōshitsu) - 155. Żółtko na zawsze w moim sercu (jap. 心に永遠の卵黄を Kokoro ni eien no ran'ō wo) - 156. Choć bomba zdawała się uśpiona (jap. 時限爆弾は眠りをすすってたのに Jigen bakudan wa nemuri wo susutteta no ni) - 157. Nieoczekiwany powrót Adlera (jap. 暗転もせず現れしアドラー Anten mo sezu arawareshi adorā) - 158. Niesłyszane dotąd słowo (jap. 聞いたこともない言葉だが Kīta koto mo nai kotoba da ga) - 159. Podążając linią na futrze czystej barwy (jap. 無垢だからキリトリ線に従って Muku da kara kiritori-sen ni shitagatte) - 160. Wątpliwości lojalngo syna (jap. 孝行息子の疑い Kōkō musuko no utagai) |                      |                        |                      |                        |
| 19 | 8 lipca 2020         | ISBN 978-4-253-22907-4 | 27 sierpnia 2024     | ISBN 978-83-8257-501-9 |
| Lista rozdziałów - 161. Jeśli nigdy nie czułeś respektu (jap. 「イフ」・ユー・ネバー・ノウ „Ifu” yū nebā nō) - 162. Wczesne popołudnie z dobrą żoną i mądrą matką (jap. 良妻賢母の昼下がり Ryōsai kenbo no hirusagari) - 163. Noś głowę wysoko, inaczej grzywa wpadnie ci do oczu (jap. 下を向くな毛先が目に入るから Shita wo mukuna kesaki ga me ni hairu kara) - 164. Pojedyncza łza demona (jap. 阿修羅の涙一滴ただそれだけで Ashura no namida ichi-teki tada sore dake de) - 165. Odpowiedź na pytanie z rozdziału 65 to „błąd” (jap. 第６５話のこたえはＥＲＲＯＲ Dai rokujūgo-wa no kotae wa erā) - 166. Oddaj swój los w moje ręce (jap. 身の丈の運命わたしにください Minotake no unmei watashi ni kudasai) - 167. Crazy Party Quiz Show (jap. クレイジー・パーティー・クイズ・ショー Kureijī pātī kuizu shō) - 168. Ostateczna odpowiedź obu uczestników (jap. 両社のファイナルアンサー Ryōsha no fainaru ansā) - 169. Kto to nazwał frankfurterką z żyrafy? (jap. 麒麟肉のフランクフルトなんて言ったのだれ Kirin-niku no furankufuruto nante itta no dare) |                      |                        |                      |                        |
| 20 | 6 sierpnia 2020      | ISBN 978-4-253-22908-1 | 23 października 2024 | ISBN 978-83-8257-556-9 |
| Lista rozdziałów - 170. Wiecznie te maniery przy stole (jap. 無限のテーブルマナー Mugen no tēburu manā) - 171. Groźby ze wzrokiem utkwionym w usta (jap. 唇見つめて恐喝してる Kuchibiru mitsumete kyōkatsu shiteru) - 172. Świąteczna czerwień (jap. レクスマスカラーの„赤” Rekusumasukarā no „aka”) - 173. Odwilż (jap. 雪解けのⅹⅹⅹⅹ Yuki doke no ××××) - 174. Heroiczna opowieść o rozbryzgu krwi (jap. 血飛沫飛翔英雄譚 Chishibuki hishō eiyū-tan) - 175. Fire Meet Gasoline (jap. ファイア・ミート・ガソリン Faia mīto gasorin) - 176. Światło odbite w łuskach pokrywających ramiona (jap. 鱗腕の中 光の乱反射 Uroko ude no naka hikari no ran hansha) - 177. Zaproszenie na surfing tej nocy (jap. 今宵サーフィンに誘われて Koyoi sāfin ni sasowarete) - 178. Walka na odległość (jap. リモート・バトル Rimōto batoru) |                      |                        |                      |                        |
| 21 | 8 października 2020  | ISBN 978-4-253-22909-8 | 30 grudnia 2024      | ISBN 978-83-8257-617-7 |
| Lista rozdziałów - 179. Siła skryta pod obcasem (jap. かかと直下型パワー Kaka to chokka-gata pawā) - 180. W pełnię księżyca zdaj się na mnie (jap. 満月なのでおまかせを Mangetsu na no de wo makase wo) - 181. Lamparcie cętki jak plamy oleju na wodzie (jap. 浮かぶ油膜のようなレオパード Ukabu yumaku no yō na reopādo) - 182. Z kim oglądałeś zachód słońca tamtego dnia w drodze do szkoły? (jap. あの日通学路の夕焼けを誰と見た？ Ano hi tsūgakuro no yūyake wo dare to mita?) - 183. Planetarium tylko dla nas (jap. 俺たちだけのプラネタリウム Ore-tachi dake no puranetariumu) - 184. Obserwujemy, jak kwitnące kwiaty zamieniają się w dojrzałe owoce (jap. 花が咲き実がなり僕らはそれを眺めてる Hana ga saki mi ga nari boku-ra wa sore wo nagameteru) - 185. Uwolnienie księcia z wieży telewizyjnej (jap. 電工の塔からプリンス奪還 Denkō no tō kara purinsu dakkan) - 186. Czarny spadochron, który miał się otworzyć właśnie tego dnia (jap. この日のために開く真っ黒なパラシュート Kono hi no tame ni hiraku makkuro na parashūto) - 187. Testowanie zwrotu „uciekać jak zając” (jap. 「脱兎のごとく」の考察 „Datto no gotoku” no kōsatsu)                            |                      |                        |                      |                        |
| 22 | 8 stycznia 2021      | ISBN 978-4-253-22910-4 | 30 grudnia 2024      | ISBN 978-83-8257-618-4 |
| Lista rozdziałów - 188. Zgłasza się, podnosząc rękę, która nigdy nie głaska (jap. 撫でたこともない手で挙手 Nadeta koto mo nai te de kyoshu) - 189. Róża, która uschła z nadmiaru składników odżywczych (jap. 過剰な栄養剤で枯れた薔薇 Kajōna eiyōzai de kareta bara) - 190. Be Stars (jap. 星たちになれ Hoshi-tachi ni nare) - 191. Gdybyś był Melonem z klasy 2C (jap. もし君が２年Ｃ組のメロンくんだったなら Moshi kimi ga ni-nen shī-gumi no Meron-kun datta nara) - 192. Ścieżka zła (jap. 悪の獣道 Aku no kemonomichi) - 193. Part of Your World (jap. パート オブ ユア ワールド Pāto obu yua wārudo) - 194. Wieczność, nim za wszystkimi oknami pociemnieje (jap. すべての窓が暗くなるまでの永遠 Subete no mado ga kuraku naru made no eien) - 195. Ostatni pojedynek ssaków (jap. 哺乳類最後の一騎打ち Honyūrui saigo no ni-ki uchi) - 196. Opowieść o wilku i króliczce (jap. オオカミとウサギの話 Ōkami to usagi no hanashi) |                      |                        |                      |                        |